# Iouri Tchaïka
Iouri Iakovlievitch Tchaïka (russe : Юрий Яковлевич Чайка; né le 21 mai 1951 à Nikolaïevsk-sur-l'Amour) est un juriste et homme politique russe, représentant plénipotentiaire du district fédéral du Caucase du Nord depuis 2020. Il était auparavant procureur général de 2006 à 2020 et ministre de la Justice de 1999 à 2006.
Il a le grade civil de Conseiller d'État de justice de la fédération de Russie et de conseiller d'État effectif de la fédération de Russie de 1re classe. Il a également le grade de Conseiller d'État effectif de procureur de justice.

## Carrière
Il devient en 1995 premier procureur général adjoint de Russie. Il y est nommé par le procureur général Iouri Skouratov, son ancien condisciple de l'Institut de droit de Sverdlovsk. Après la mise à l'écart de Skouratov, Tchaïka sert comme procureur général par intérim pendant une courte période d'avril à août 1999. D'août 1999 à juin 2006, il est ministre de la Justice.
Le 23 juin 2006, Tchaïka devient procureur général, tandis que son prédécesseur, Vladimir Oustinov, lui succède au ministère de la Justice.
Il démissionne le 20 janvier 2020 et le 23 janvier suivant il est nommé représentant plénipotentiaire du président de la fédération de Russie pour le district fédéral du Caucase du Nord. Il est membre non-permanent du Conseil de sécurité de Russie.

## Affaires notables
Le 14 juin 2006, le Bureau du procureur général annonce qu'il rouvre le dossier de l'affaire de corruption dite des Trois Baleines, dans laquelle dix-neuf officiers de haut rang du FSB sont accusés d'avoir été impliqués dans des trafics de meubles et des importations illégales de produits de consommation venant de Chine. La presse révèle que les officiers démis de leurs fonctions avaient travaillé pour le FSB de Moscou et du FSB fédéral et même pour le Bureau du procureur général, le Service fédéral des douanes, et le cabinet présidentiel. Des chefs adjoints du département de sécurité intérieure du FSB figurent aussi dans ce rapport signé de Viktor Tcherkessov. La purge intervient alors que le chef du FSB, Nikolaï Patrouchev, est en vacances,,.
Le 27 décembre 2006, il accuse Leonid Nevzline (en), ancien vice-président de Yukos, exilé en Israël et recherché par les autorités russes depuis longtemps, d'implication dans l'empoisonnement d'Alexandre Litvinenko, accusation qualifiée par Nevzline d'« absurde ».
Le 16 janvier 2007, Tchaïka annonce que la bande de Tambov qui avait récemment pris de force treize grandes entreprises de Saint-Pétersbourg fait l'objet d'une enquête,. Le chef de ce gang, Vladimir Koumarine, est arrêté le 24 août 2007. Son associé, Vladimir Smirnov, est démis de ses fonctions de directeur de Tekhsnabexport.
Le 1er décembre 2015, la Fondation anti-corruption d'Alexeï Navalny (FBK) publie une grande enquête sur Iouri Tchaïka et sa famille et fait sortir un film documentaire de quarante minutes intitulé Tchaïka. Une version anglaise du film sort deux mois plus tard. Le 3 février 2016, le groupe Pussy Riot sort dans la foulée une vidéo satirique intitulée Tchaïka.

## Sanctions
En réponse à l'invasion de l'Ukraine par la Russie en 2022, le bureau de contrôle des actifs étrangers du département du Trésor américain ajoute le 6 avril 2022 Iouri Tchaïka à la liste des personnalités russes sanctionnées. L'Union européenne fait de même le 21 juillet suivant.

## Quelques décorations
- Ordre du Mérite pour la Patrie, Ire classe (2021)
- Ordre d'Alexandre Nevski
- Ordre de l'Honneur (2001)
- Médaille de Stolypine (gouvernement) (2011)
- Ordre de l'Honneur (Arménie) (2013)
- Ordre de l'Amitié (Arménie) (2016), etc.